# Orlando Bloom
Orlando Jonathan Blanchard Copeland Bloom (Canterbury, Kent, 13 de enero de 1977) es un actor británico. Su salto a la fama se produjo con dos papeles protagonistas en grandes producciones: en 2001 el del príncipe elfo Legolas en El Señor de los Anillos: la Comunidad del Anillo, primera película de la trilogía basada en la novela de J. R. R. Tolkien; y en 2003 el del herrero Will Turner en Pirates of the Caribbean: The Curse of the Black Pearl.
Tras los éxitos mencionados se estableció en Hollywood, donde ha protagonizado varias películas como Elizabethtown y Kingdom of Heaven. Sus trabajos más recientes incluyen la película coral New York, I Love You y sus papeles en Sympathy for Delicious y Main Street. Bloom hizo su debut teatral en el escenario del Duke of York, con un papel en la obra In Celebration, que se representó hasta 2007. El 12 de octubre de 2009, Bloom fue nombrado Embajador de buena voluntad de Unicef. En 2010 fue nombrado doctor honoris causa por la Universidad de Kent.

## Primeros años
Bloom nació el 13 de enero de 1977 en Canterbury, Kent, Inglaterra, y tiene una hermana, Samantha Bloom, quien nació en 1975. Su madre, Sonia Constance Josephine (soltera Copeland), nació en la sección británica de Calcuta, India, hija de Betty Constance Josephine Walker y Francis John Copeland, quien era médico y cirujano. A través de ella, Bloom es un primo del fotógrafo Sebastian Copeland. La familia de la abuela materna de Bloom vivió en Tasmania, Australia, Japón e India, y eran de origen inglés, algunos de ellos originalmente proceden de Kent. Durante su niñez, se le dijo a Bloom que su padre era el esposo de su madre, un novelista nacido en Sudáfrica judío y antiapartheid Harry Saul Bloom; pero cuando tenía trece años (nueve años después de la muerte de Harry), la madre de Bloom le reveló que su padre biológico en realidad era Colin Stone, socio de su madre y amigo de la familia. Stone, el director de la escuela de idiomas Concorde International, fue hecho el tutor legal de Orlando Bloom tras la muerte de Harry Bloom. Bloom recibe su nombre del compositor del siglo XVI Orlando Gibbons.
Bloom fue educado como anglicano. En la niñez, se las arregló para ir a la escuela The King y la escuela St. Edmund en Canterbury a pesar de su dislexia. Fue alentado por su madre para tomar clases de arte y drama. En 1993, se mudó a Londres para seguir un curso de dos años de Arte Dramático, Fotografía y Escultura en la Facultad de Bellas Artes, Hampstead. Se unió al National Youth Theatre, pasando dos temporadas allí y obteniendo una beca para entrenar en la Academia Británica Americana.
Bloom comenzó a actuar profesionalmente en papeles de televisión en episodios de Casualty y Midsomer Murders, y posteriormente hizo su debut para la pantalla grande en Wilde (1997), protagonizada por Stephen Fry, en la que interpretó un papel pequeño, como un niño de alquiler. Justo después, entró a la Escuela Guildhall de Música y Drama, donde estudió actuación.

## Carrera

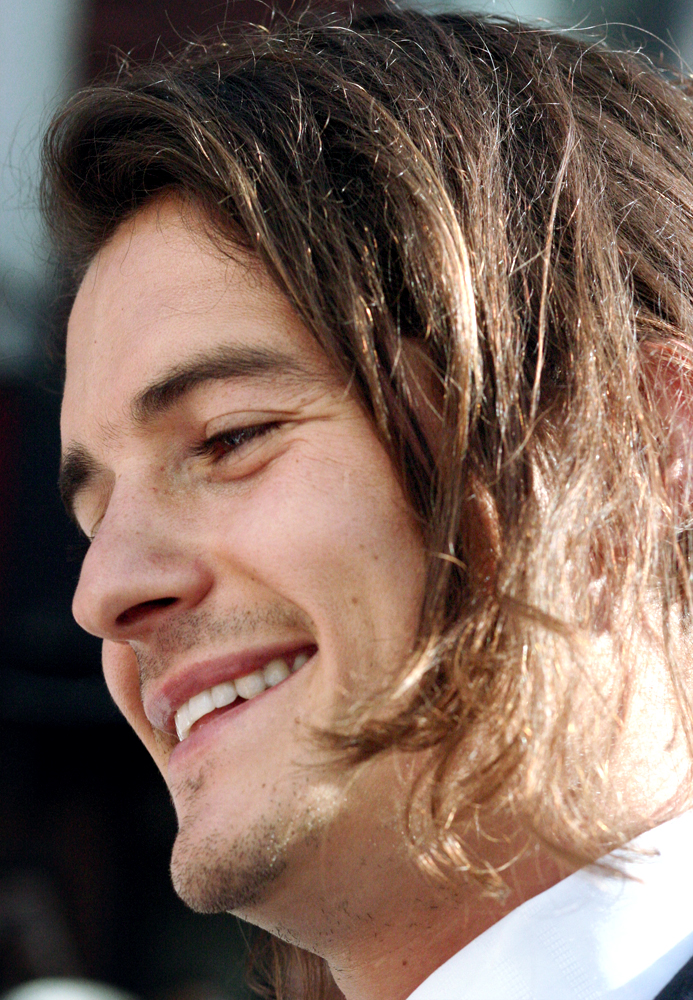
Bloom en el estreno de Pirates of the Caribbean: Dead Man's Chest, en julio de 2006.

Dos días después de graduarse en Guildhall en 1999, fue elegido para su primer papel importante, interpretando al príncipe elfo Legolas en la trilogía de El Señor de los Anillos (2001-2003). En primera instancia había audicionado para el papel de Faramir, que no aparece hasta la segunda película, pero el director Peter Jackson le asignó en vez de ese el papel de Legolas, con gran peso en las tres películas. Mientras grababa una escena, se rompió una costilla al caerse de un caballo, pero finalmente se recuperó y continuó grabando. Al mismo tiempo, Bloom también interpretó un papel breve en la película Black Hawk Down. El éxito de la trilogía de El Señor de los Anillos y Black Hawk Down transformó a Bloom de un actor desconocido a una de las celebridades más conocidas de todo el mundo.
En 2002, fue elegido para Teen People en "Las estrellas más sexys menores de 25" y fue nombrado por People como el soltero más guapo en la lista del 2004. Todos los miembros de las películas de El Señor de los Anillos estuvieron nominados por Mejor Elenco en Premio del Sindicato de Actores durante tres años consecutivos, finalmente ganando en el 2003 por la tercera película, El Señor de los Anillos: el retorno del Rey. Bloom también ganó otros premios, incluyendo Premios del Cine Europeo, Premios al Festival de Hollywood, Premios Empire y Teen Choice Award, y ha estado nominado por otros. La mayoría de los éxitos de taquilla de Bloom ha sido como miembro del reparto.
Bloom protagonizó junto a Keira Knightley y Johnny Depp la película Pirates of the Caribbean: The Curse of the Black Pearl, que fue un éxito de taquilla durante el verano de 2003. Después del éxito en esta película, Bloom tomó el papel como Paris, el hombre quien efectivamente inició la guerra de Troya, en la superproducción de primavera de 2004, Troya, con Brad Pitt, Eric Bana y Peter O'Toole. Luego interpretó los papeles principales en Kingdom of Heaven y Elizabethtown (ambas en 2005). En 2006, Bloom interpretó en la secuela Pirates of the Caribbean: Dead Man's Chest, y en la película independiente Haven, de la que fue productor ejecutivo. En el mismo año, fue una de las estrellas invitadas de la serie Extras, en que interpretó a una versión narcisista arrogante de él mismo quien tenía una gran repugnancia hacia Johnny Depp, (su compañero de película en Pirates of the Caribbean); Bloom trató de ir más lejos con su papel de antipático, admirando a Depp desde la pura envidia, porque era más talentoso que él, sin mencionar que Depp estaba en las listas de los 'más sexys'. También en el 2006, Bloom era el hombre más buscado en Google Noticias. A partir de mayo de 2007, Bloom apareció en cuatro de las 15 películas más taquilleras de todos los tiempos.
La película reciente de Bloom es su papel en Piratas del Caribe: en el fin del mundo, lanzada el 24 de mayo de 2007.
Bloom, quien había intentado convertirse en actor de escenarios después de graduarse en Música y Drama en la escuela Guildhall, ha dicho que le gustaría dejar el cine un tiempo para aparecer en papeles de escenario, y "está buscando ávidamente el tipo de material correcto en que él pueda hacer algo" y no ir "a lo básico."
Durante el verano de 2007, apareció en la reposición londinense In Celebration, una obra de David Storey. Su personaje fue uno de los tres hermanos que vuelven a casa para el 40 aniversario de boda de sus padres. El 24 de agosto de 2007, hizo su primer anuncio de televisión para la televisión japonesa, promocionando a la marca Uno de cosméticos Shiseido.
El anuncio era una versión de dos minutos de "solo una noche" aunque de ciencia ficción. En 2008, firmó para interpretar un papel pequeño en la película británica An Education pero lo dejó para estar en la película por Johnny To Red Circle. En 2009, fue una de las tantas estrellas que apareció en New York, I Love You, que contenía doce cortometrajes en uno. Bloom retomó su papel como Legolas en las películas de Peter Jackson basadas en El hobbit, película que se estrenó en el año 2014. En el 2015 se supo que, años después, retomará el papel de Will Turner en la nueva entrega de Piratas del Caribe: La venganza de Salazar.

## Vida privada

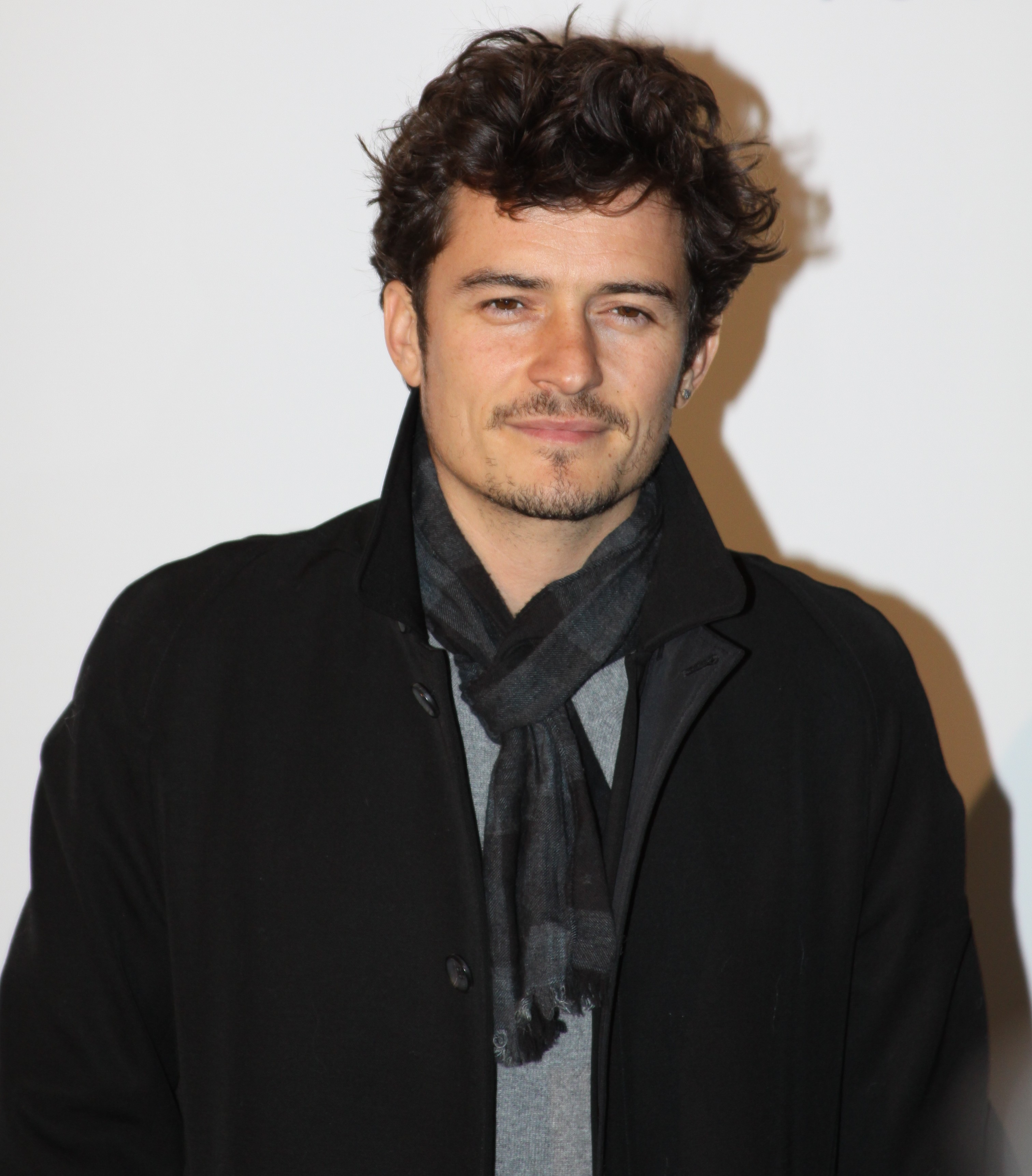
Orlando Bloom en la gala Cinema for Peace en Berlín el 13 de noviembre de 2010.

En 2007 comenzó una relación con la modelo Miranda Kerr, célebre por su trabajo para la firma de lencería Victoria's Secret. En junio de 2010, el representante de la modelo confirmó a la revista People que la pareja se había comprometido; y el 23 de julio se confirmó que la pareja había contraído matrimonio en Los Ángeles. Poco después, la revista US Weekly publicó que la modelo estaba embarazada, y que el reciente matrimonio esperaba su primer hijo. El 6 de enero de 2011 nació Flynn Christopher Blanchard Bloom. El 25 de octubre de 2013 la pareja anunció, con un comunicado oficial, que se divorciaban después de una separación amistosa que duró varios meses.
Desde 2016 el actor mantuvo una relación con la cantante Katy Perry. En febrero de 2019, anunció su compromiso con la cantante. La hija de la pareja, Daisy Dove Bloom, nació el 26 de agosto de 2020. A finales de junio de 2025, se separaron.

## Reconocimientos
El 13 de julio de 2010, Bloom recibió en Canterbury, la ciudad donde se crio, el título honorario de Doctor en Artes de la Universidad de Kent, en la catedral de Canterbury.   Además, por sus aportes a la industria del cine, a Bloom le fue otorgadada una estrella en el 6927 de Hollywood Boulevard, en el Paseo de la Fama de Hollywood, el 2 de abril de 2014. 

## Filmografía
| Año  | Película                                               | Papel                       |
| ---- | ------------------------------------------------------ | --------------------------- |
| 1997 | Wilde                                                  | Rentboy                     |
| 2001 | El Señor de los Anillos: la Comunidad del Anillo       | Legolas                     |
| 2001 | Black Hawk Down                                        | Todd Blackburn              |
| 2002 | El Señor de los Anillos: las dos torres                | Legolas                     |
| 2003 | Ned Kelly                                              | Joseph Byrne                |
| 2003 | Pirates of the Caribbean: The Curse of the Black Pearl | Will Turner                 |
| 2003 | El Señor de los Anillos: el retorno del Rey            | Legolas                     |
| 2004 | The Calcium Kid                                        | Jimmy Connelly              |
| 2004 | Troya                                                  | Paris                       |
| 2004 | Haven                                                  | Shy                         |
| 2005 | Kingdom of Heaven                                      | Balián de Ibelín            |
| 2005 | Elizabethtown                                          | Drew Baylor                 |
| 2006 | Pirates of the Caribbean: Dead Man's Chest             | Will Turner                 |
| 2006 | Love and Other Disasters                               | Paolo (Hollywood)           |
| 2007 | Piratas del Caribe: en el fin del mundo                | Will Turner                 |
| 2007 | Everest: A Climb for Peace                             | Narrador                    |
| 2009 | New York, I Love You                                   | David                       |
| 2009 | Sympathy for Delicious                                 | The Stain                   |
| 2010 | Main Street                                            | Harris Parker               |
| 2010 | The Cross                                              |                             |
| 2011 | El buen doctor                                         | Dr. Martin Ploeck           |
| 2011 | Los tres mosqueteros                                   | Duque de Buckingham         |
| 2013 | El hobbit: la desolación de Smaug                      | Legolas                     |
| 2013 | Zulú                                                   | Brian Epkeen                |
| 2014 | El hobbit: la batalla de los Cinco Ejércitos           | Legolas                     |
| 2015 | Digging for Fire                                       | Ben                         |
| 2017 | Piratas del Caribe: La venganza de Salazar             | Will Turner                 |
| 2017 | Romans                                                 | Malky                       |
| 2017 | Unlocked                                               | Jack Alcott                 |
| 2020 | The Outpost                                            | Capitán Benjamin D. Keating |
| 2021 | Needle in a Timestack                                  | Tommy Hambleton             |
| 2023 | Gran Turismo                                           | Danny Moore                 |
| 2024 | Red Right Hand                                         | Cash                        |
| 2024 | The Cut                                                | The Boxer                   |
| 2024 | Deep Cover                                             | Marlon                      |
| 2024 | Wizards! (Posproducción)                               | TBA                         |

| Año       | Trabajo          | Papel                        | Notas                                    |
| --------- | ---------------- | ---------------------------- | ---------------------------------------- |
| 1994-1996 | Casualty         | Extra/Noel Harrison/Paciente | 3 episodios                              |
| 2000      | Midsomer Murders | Peter Drinkwater             | Episodio: "Judgement Day"                |
| 2006      | Extras           | Él mismo                     | Episodio: "Orlando Bloom"                |
| 2011      | LA Phil Live     | Romeo                        | Episodio: "Dudamel Conducts Tchaikovsky" |
| 2016      | Easy             | Tom                          | Episodio: "Utopia"                       |
| 2019-2023 | Carnival Row     | Rycroft Philostrate          | También productor ejecutivo              |

## Premios y nominaciones
| Año  | Premio                                | Categoría                                            | Película                                           | Resultado | Ref.   |
| ---- | ------------------------------------- | ---------------------------------------------------- | -------------------------------------------------- | --------- | ------ |
| 2001 | Premios Phoenix Film Critics Society  | Mejor Elenco                                         | El Señor de los Anillos: la Comunidad del Anillo   | Ganador   | [ 35 ] |
| 2001 | Premios Empire                        | Mejor Debut                                          | El Señor de los Anillos: la Comunidad del Anillo   | Ganador   | [ 36 ] |
| 2001 | MTV Movie Awards                      | Mejor interpretación revolucionaria                  | El Señor de los Anillos: la Comunidad del Anillo   | Ganador   | [ 36 ] |
| 2001 | Premios Saturn                        | Rostro masculino del futuro                          | El Señor de los Anillos: la Comunidad del Anillo   | Nominado  | [ 36 ] |
| 2001 | Premios del Sindicato de Actores      | Actuación sobresaliente de un elenco en una película | El Señor de los Anillos: la Comunidad del Anillo   | Nominado  | [ 36 ] |
| 2001 | Teen Choice Awards                    | Choice Breakout (masculino)                          | El Señor de los Anillos: la Comunidad del Anillo   | Nominado  | [ 36 ] |
| 2001 | Premios Phoenix Film Critics Society  | Mejor Elenco                                         | Black Hawk Down                                    | Nominado  | [ 35 ] |
| 2002 | Sociedad de Críticos de Cine en Línea | Mejor Elenco                                         | El Señor de los Anillos: las dos torres            | Ganador   |        |
| 2002 | Premios Phoenix Film Critics Society  | Mejor Elenco                                         | El Señor de los Anillos: las dos torres            | Ganador   | [ 37 ] |
| 2002 | Premios del Sindicato de Actores      | Actuación sobresaliente de un elenco en una película | El Señor de los Anillos: las dos torres            | Nominado  | [ 36 ] |
| 2003 | MTV Movie Awards                      | Mejor actuación transatlántica                       | El Señor de los Anillos: las dos torres            | Nominado  | [ 36 ] |
| 2003 | Premios AACTA                         | Mejor actor de reparto                               | Ned Kelly                                          | Nominado  | [ 38 ] |
| 2003 | Premios de la Crítica Cinematográfica | Mejor elenco                                         | El Señor de los Anillos: el retorno del Rey        | Ganador   | [ 39 ] |
| 2003 | National Board of Review Awards       | Mejor elenco                                         | El Señor de los Anillos: el retorno del Rey        | Ganador   | [ 40 ] |
| 2003 | Premios Phoenix Film Critics Society  | Mejor elenco                                         | El Señor de los Anillos: el retorno del Rey        | Ganador   | [ 37 ] |
| 2003 | Premios del Sindicato de Actores      | Actuación sobresaliente de un elenco en una película | El Señor de los Anillos: el retorno del Rey        | Ganador   |        |
| 2003 | Premios Empire                        | Mejor actor británico                                | El Señor de los Anillos: el retorno del Rey        | Nominado  |        |
| 2003 | Teen Choice Awards                    | Mejor actor de película - Drama/Acción y aventuras   | El Señor de los Anillos: el retorno del Rey        | Nominado  | [ 41 ] |
| 2003 | Festival de Cine de Hollywood         | Actuación revolucionaria - Masculino                 | Piratas del Caribe: La maldición de la Perla Negra | Ganador   | [ 42 ] |
| 2003 | Teen Choice Awards                    | Choice Movie Chemistry                               | Piratas del Caribe: La maldición de la Perla Negra | Ganador   | [ 41 ] |
| 2003 | Teen Choice Awards                    | Choice Movie Liplock                                 | Piratas del Caribe: La maldición de la Perla Negra | Ganador   | [ 41 ] |